# Sylvia Plath
Sylvia Plath (Boston, Massachusetts, 27. listopada 1932. – Primrose Hill, London, 11. veljače 1963.) bila je američka spisateljica, pjesnikinja i novelistica.

### Životopis
Njezin otac: Otto Emile Plath, porijeklom je Nijemac i bio je profesor biologije i njemačkog jezika. Umire od komplikacija dijabetesa 1940., kada joj je bilo osam godina.  
U školi se ističe izvrsnim uspjehom i interesom za književnost. Bila je ambiciozna, željna uspjeha i priznanja. Pisala je pjesme od ranog djetinjstva (prvu je objavila već s osam godina), a kao učenica redovno je pobjeđivala na školskim književnim natjecanjima. S osamnaest godina već objavljuje i u ozbiljnim časopisima (primjerice "The Christian Science Monitor"), a kao dvadesetjednogodišnjakinja živi neko vrijeme u New Yorku kao urednica magazina "Mademoiselle". 
Nakon završene druge godine studija, 1953. pada u depresiju, doživljava živčani slom te pokušava izvršiti samoubojstvo. Zavukla se u podrumsko skrovište i otrovala pilulama za spavanje. Našli su je nakon tri dana i uspjeli joj spasiti život. Narednih nekoliko mjeseci provodi u privatnoj bolnici, na rehabilitaciji. To razdoblje svog života i tu krizu opisala je u autobiografskom romanu "Stakleno zvono" 1963. 
Nakon toga nastavlja školovanje i diplomira radom o Dostojevskom, odnosno ulozi dvojnika u romanima Dostojevskog. Dobila je stipendiju od Sveučilišta Cambridge u Velikoj Britaniji 1955. 
Bila je i dalje rastrzana između studiranja, pisanja poezije i prilično jakih društvenih ambicija. Godine 1956. upoznala je engleskog pjesnika Teda Hughesa. Vjenčali su se tri mjeseca kasnije, u lipnju. 
Od 1957. do 1959. živjeli su u SAD-u, u Massachusettsu i Bostonu, radili kao nastavnici, pisali. 
Pohađala je satove poezije Roberta Lowela na Bostonskom sveučilištu i družila se s pjesnikinjom Anne Sexton. Od 1959. žive u Londonu. 
Sylvija postaje majka i objavljuje knjigu. Kćerki je ime Frieda Rebbeca, a knjizi "Kolos". Nakon spontanog pobačaja 1961. napuštaju London i nastanjuju se u Devonu. Godine 1962. rađa sina imenom Nicholas Farrar. Međutim, u ljeto iste te 1962. otkriva muževljevu nevjeru, razdvajaju se i Sylvia s djecom odlazi živjeti u London. U ovim posljednjim mjesecima života piše više nego ikad. Pisala je često po dvije-tri pjesme na dan, a u zadnjoj sedmici svog života napisala ih je pet. Uspjela je pripremiti svoju narednu knjigu: "The Bell Jar" za tisak potpisavši je pseudonimom Victoria Lucas, no nije živa dočekala njezinu publikaciju. 
U siječnju 1963. izašlo je "Stakleno zvono". Govorila je na BBC-u, novinari su tražili intervjue, objavljivala je u časopisima. Ipak, 11. veljače 1963. začepila je sve pukotine u kuhinji krpama, gurnula glavu u pećnicu i otvorila plin.

### Poetika
Sylvia Plath je pjesnik romantične isključivosti, koncentracije na sebe samu, istraživanja unutarnjeg krajolika svoga bića. Priroda joj nikad ne donosi utjehu, ili pozitivno ispunjenje. Ona boravi u sferama halucinacije i duševne bolesti, i uvijek se iznova suočava s temom smrti. 
Svoj život potpuno otkriva u svojoj poeziji. U njezinim pjesmama kao da nema granica između onog tko govori, onog kome se govori i onog o kome ili čemu se govori. Svi se ti subjekti i objekti prelijevaju, pretaču, prelaze jedan u drugi. 
Njezin osobni život i život u povijesti kao da su zasjenjeni teretom nepodnošljive krivnje za koju nema iskupljenja na ovome svijetu. Ta se krivnja stapa s osjećajem egzistencijalne samoće i groze čovjeka koji je osuđen da živi dalje poslije Auschwitza, poslije Hiroshime. 
Sylvia Plath je u prvom redu pjesnik "Ariela", zbirke od četrdesetak pjesama koje je napisala u posljednjim mjesecima života. 

### Djela

#### Poezija
- The Colossus and Other Poems (1960.)
- Ariel (1965.)
- Three Women: A Monologue for Three Voices (1968.)
- Crossing the Water (1971.)
- Winter Trees (1972.)
- The Collected Poems (1981.)
- Selected Poems (1985.)
- The Unabridged Journals of Sylvia Plath, edited by Karen V. Kukil (2000.)

#### Proza
- The Bell Jar (1963.) pod pseudonimom "Victoria Lucas"
- Letters Home (1975.)
- Johnny Panic and the Bible of Dreams (1977.)
- The Journals of Sylvia Plath (1982.)
- The Magic Mirror (1989.), Plath's Smith College

### Sylvia Plath na hrvatskom jeziku
- Odabrane pjesme "Prosvjeta", Zagreb, 1986.
- Stakleno zvono "Mladinska knjiga", Zagreb, 1991.